# Godfried van Cappenberg

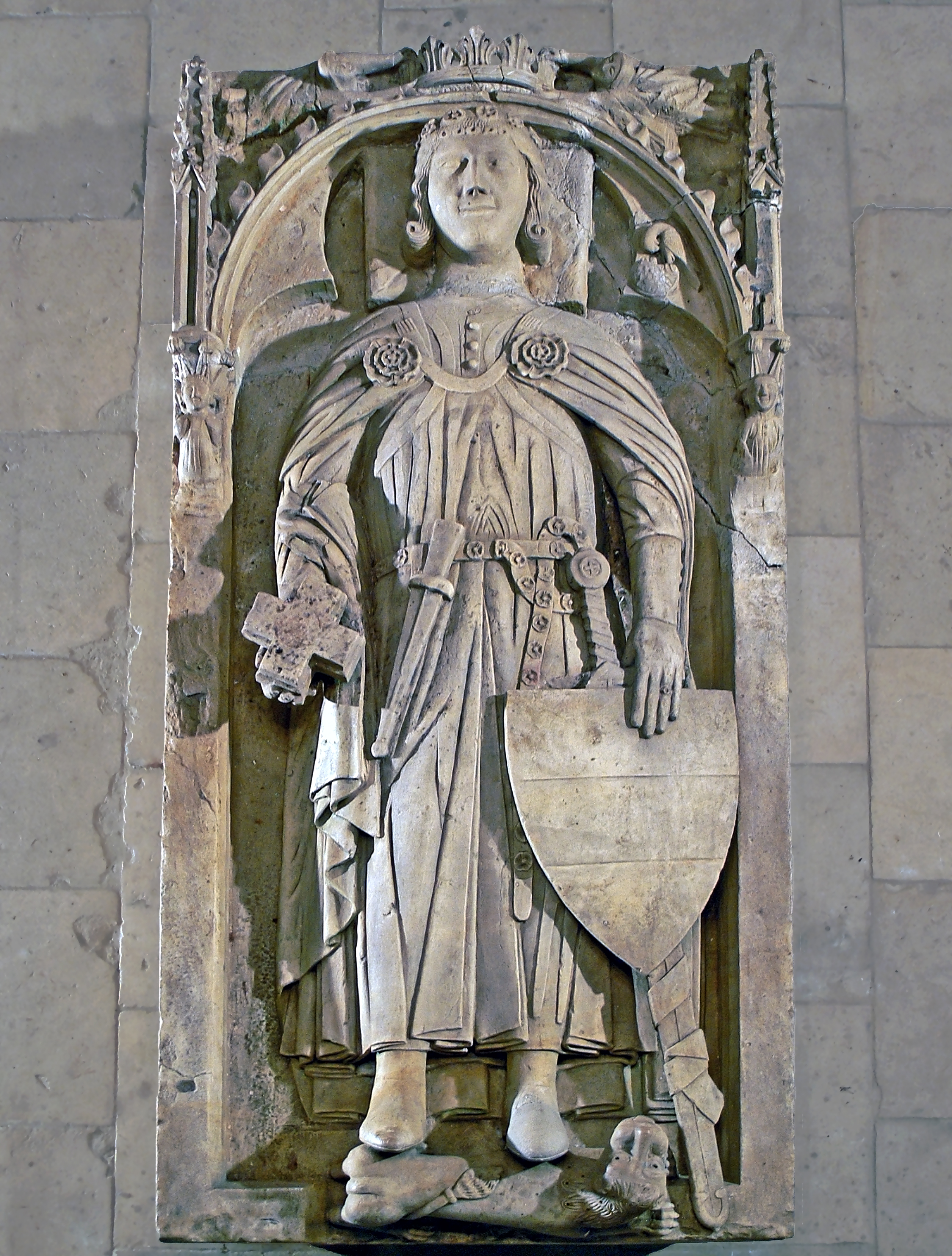
Graftombe van Godfried van Cappenberg in de Stiftkerk van Cappenberg.

Godfried van Cappenberg (Cappenberg, circa 1096/1097 - Ilbenstadt, 13 januari 1127) was een Westfaalse graaf en premonstratenzer die vereerd wordt als niet-gecanoniseerd heilige.

## Levensloop
Godfried was een zoon van Godfried I van Cappenberg, graaf in Dreingau, uit diens huwelijk met Beatrix van Schweinfurt, dochter van markgraaf Hendrik II van Schweinfurt. Hij stamde uit het adellijke huis Cappenberg, dat verwant was met de Salische dynastie en de Hohenstaufen-dynastie. Samen met zijn broer Otto erfde hij van zijn grootvader langs moederkant twee burchten in Zwaben, met vele ministerialen en ongeveer 2.000 hoeves. De ene burcht bevond zich in Hildrizhausen, de andere in Kräheneck. Daarnaast was hij graaf van Dreingau en behoorde hij tot de rijkste, meest aanzienlijke en machtigste heersers in Westfalen. In 1120 huwde hij met Jutta van Werl, dochter van graaf Frederik van Werl-Arnsberg.
In de winter van 1120 op 1121 rukte hij in het kader van de Investituurstrijd onder leiding van Lotharius van Supplinburg op naar Münster, om er de heerschappij van bisschop Diederik II, die loyaal was aan de paus, te herstellen. Bij de bestorming van Münster op 7 mei 1121 brandde echter de Paulusdom af, waarvoor Godfried en zijn broer Otto verantwoordelijk werden geacht. Omdat keizer Hendrik V alle deelnemers van de krijgstocht tegen Münster liet vervolgen voor hoogverraad, dreigden beide broers de Rijksban opgelegd te krijgen. In november 1121 waren beide broers op bedevaart in Keulen, toen ze de later heilig verklaarde Norbertus van Xanten, stichter van de kloosterorde van de Premonstratenzers, ontmoetten. Godfried en Otto waren zeer onder de indruk van diens preken en besloten, zeer tegen de wil van Godfrieds schoonvader, hun bezit aan de Premonstratenzers af te staan en in de orde toe te treden. Op die manier konden ze de Rijksban ontlopen. De stamresidentie van het huis Cappenberg werd vervolgens omgebouwd tot premonstratenzersklooster.
Zijn schoonvader probeerde Godfried met wapengeweld ervan te weerhouden om geestelijke te worden en het was pas na diens dood in 1124 dat Godfried effectief toetrad tot de premonstratenzers. Nabij het klooster van Cappenberg stichtte hij een klooster voor koorvrouwen, waarin zijn echtgenote en zussen vrijwillig intraden. Godfried stichtte ook abdijen in Varlar en Ilbenstadt.
In de winter van 1126 op 1127 werd Godfried ernstig ziek bij zijn terugreis vanuit Maagdenburg, waarheen hij Norbert van Xanten had begeleid, en uiteindelijk stierf hij. Zijn weduwe verliet waarschijnlijk het koorvrouwenklooster en hertrouwde met Godfried I van Cuijk. Godfried werd bijgezet voor het hoogaltaar in de basiliek van Ilbenstadt. 
Al kort na zijn dood werd Godfried van Cappenberg door de premonstratenzers als heilige vereerd. Een officiële heiligverklaring heeft echter nooit plaatsgevonden. Niettemin heeft hij in de bisdommen Münster en Mainz een herdenkingsdag, die plaatsvindt op 13 of 14 januari. 